# Эмоциональное воздействие музыки

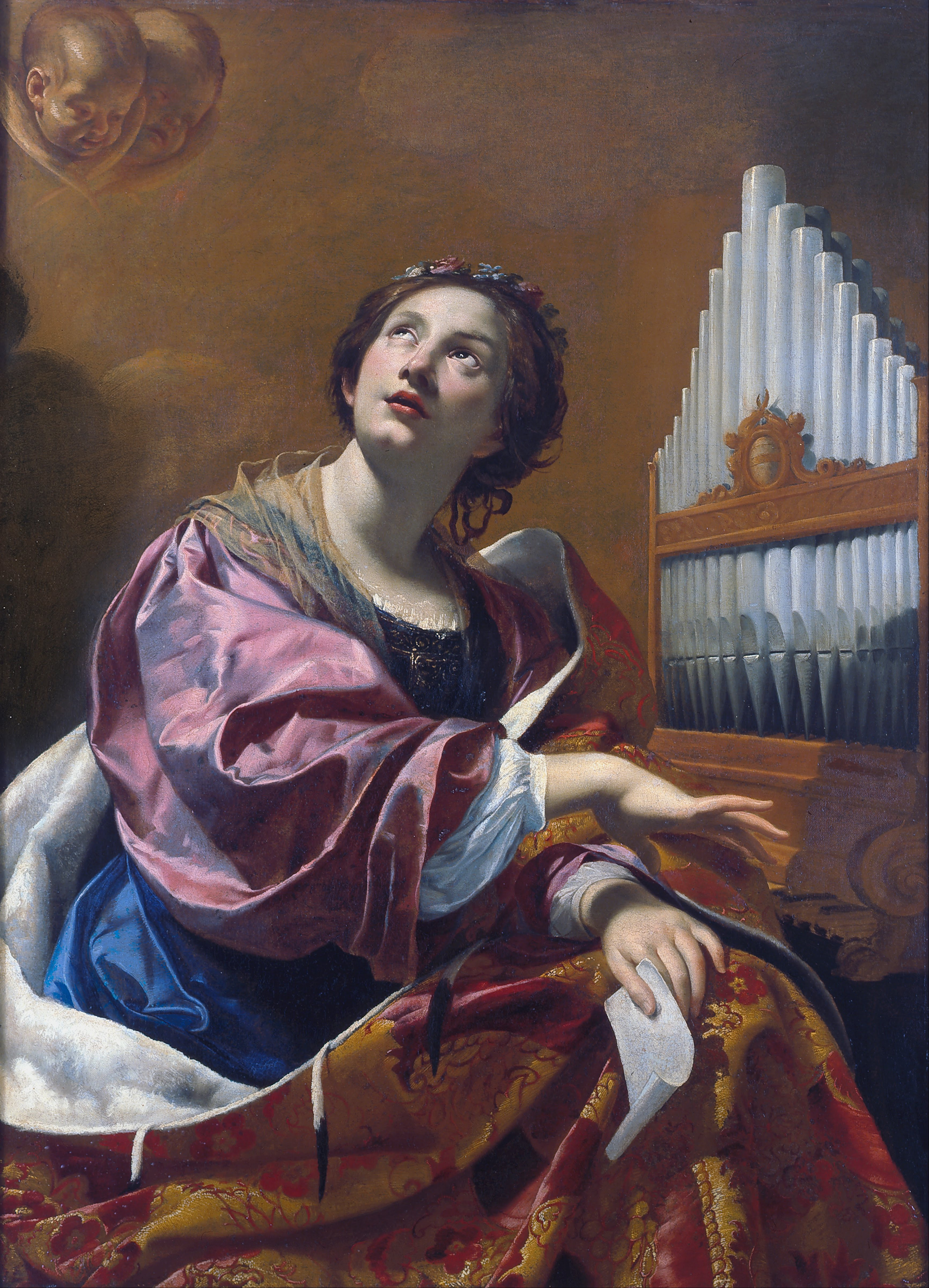
Симон Вуэ, «Святая Сесилия»

Эмоциональное воздействие музыки — одна из тем специфического научного изучения в области философии музыки, социологии музыки, музыкальной психологии, музыкальной эстетики и музыкальной педагогики.

## Специфика научных исследований
Эмоциональное воздействие, оказываемое на слушателей музыкой, изучалось специалистами на протяжении длительного периода времени.
Исследования в данной области показывают, что характер эмоционального воздействия музыки на различных людей обладает вполне определёнными психологическими закономерностями.
Американский теоретик музыки Джеральд Левинсон полагает, что по своей выразительности музыкальный язык является такой же знаковой системой коммуникации, как и язык обычный, понятийный.
При этом, как показали соответствующие эксперименты, значительным потенциалом эмоционального воздействия обладают все элементы музыкального языка: мелодия, гармония, ритм, тембр, громкость, фактура, темп и т. д.
Современные музыкальные психологи разработали достаточно эффективные методики тестирования этого воздействия.
В настоящее время существуют два подхода к интерпретации эмоционального воздействия музыки:  «когнитивистский» и «эмотивистский». Когнитивисты утверждают, что музыка способна лишь только искусственно «моделировать» эмоции. Эмотивисты же настаивают на том, что те эмоциональные реакции, которые музыка вызывает у слушателей, являются вполне реальными.